# District de Dausa
Le district de Dausa est un district de l'état du Rajasthan en Inde.